# Robledollano (kommunhuvudort)
Robledollano är en kommunhuvudort i Spanien.   Den ligger i provinsen Provincia de Cáceres och regionen Extremadura, i den centrala delen av landet, 180 km sydväst om huvudstaden Madrid. Robledollano ligger 713 meter över havet och antalet invånare är 380.
Terrängen runt Robledollano är lite kuperad. Runt Robledollano är det mycket glesbefolkat, med 7 invånare per kvadratkilometer. Närmaste större samhälle är Castañar de Ibor, 8,1 km öster om Robledollano. 